# Pulau Redang
Pulai Redang ist eine malaysische Insel im Südchinesischen Meer. Sie liegt etwa 25 km vor der Ostküste der malaiischen Halbinsel und ca. 50 km nordwestlich der Stadt Kuala Terengganu bei 5° 47' nördlicher Breite und 103° östlicher Länge.
Die etwa 25 km² große Insel ist durch 17 Hotelanlagen touristisch gut erschlossen und ein beliebtes Urlaubsziel für All-Inclusive-Touristen sowie Kurzurlauber aus Malaysia und Singapur. Der einzige größere Ort der Insel befindet sich an der Südwestspitze der Insel. Hier legen die größeren Schnellboote aus Kuala Terengganu (circa 75 min) an, die Touristen, Lebensmittel und den sonstigen Hotelbedarf zur Insel bringen. Auch eine kleine Landebahn befindet sich hier, die während der Urlaubssaison täglich von Kuala Lumpur mit Berjaya Air angeflogen wird. Der Großteil der Resortanlagen befindet sich jedoch im Osten der Insel. Da es keine befestigte Verbindung zwischen der Südwestspitze und den Stränden im Osten gibt, werden diese mit hoteleigenen Schnellbooten aus der Stadt Merang bedient (circa 45 min).
Redang hat einige sehr schöne weiße Sandstrände. Die beiden Hauptstrände Teluk Kalong und Pasir Panjang befinden sich im Osten. Im Nordosten der Insel liegt die Teluk Dalam Kecil-Bucht mit einem weiteren sehr schönen und breiten Sandstrand, der ebenfalls sehr flach ins offene Wasser übergeht. Abenteuerlustige können über einen kleinen Dschungelpfad zwischen diesen beiden Stränden wandern. Zu den acht umgebenden kleinen Inseln oder zur Schildkrötenbucht im Norden der Insel, die wie die Hauptinsel ebenfalls zum Pulau Redang Nationalpark gehören, lassen sich lohnende Tauch- oder Schnorcheltouren unternehmen. Die Unterwasserwelt rund um die Insel ist weitgehend intakt, es gibt einen sehr dichten und schönen Bewuchs mit über 60 verschiedenen Weich- und Hartkorallenarten, sowie einige Groß- und Kleinfische.
Siehe auch: Nationalparks und Schutzgebiete in Malaysia